# Sorttijärvi
Sorttijärvi är en sjö i Haparanda kommun i Norrbotten och ingår i Sangisälvens huvudavrinningsområde. Sjön har en area på 0,825 kvadratkilometer och ligger 39 meter över havet.

## Delavrinningsområde
Sorttijärvi ingår i det delavrinningsområde (734389-184735) som SMHI kallar för Utloppet av Lappträsket. Medelhöjden är 54 meter över havet och ytan är 23,01 kvadratkilometer. Räknas de 59 avrinningsområdena uppströms in blir den ackumulerade arean 715,3 kvadratkilometer. Avrinningsområdets utflöde Sangisälven (Raitajoki) mynnar i havet. Avrinningsområdet består mestadels av skog (71 procent). Avrinningsområdet har 2,05 kvadratkilometer vattenytor vilket ger det en sjöprocent på 8,9 procent.